# El abrazo de la serpiente
El abrazo de la serpiente è un film del 2015 diretto da Ciro Guerra.

## Sceneggiatura
Il film si snoda nel racconto di due episodi, che si svolgono nel 1909 e 1940, entrambi vissuti da Karamakate, uno sciamano dell'Amazzonia e ultimo sopravvissuto della sua tribù. Trama e dialoghi sono liberamente ispirati ai diari di due scienziati, il tedesco Theodor Koch-Grunberg (nel film Theo von Martius) e lo statunitense Richard Evans Schultes (nel film chiamato Evan), entrambi recatisi nella giungla amazzonica colombiana per cercare una rara pianta sacra.

## Distribuzione
Presentato in anteprima al Festival di Cannes 2015 nella sezione Quinzaine des Réalisateurs, vincendo il premio Art Cinéma. È stato candidato al premio Oscar come miglior film straniero ed è stato presentato per la prima volta in Italia al Bergamo Film Meeting.

## Riconoscimenti
- 2016 - Premio Oscar
  - Candidatura a Miglior film straniero (Colombia)